# 市政廳藥店

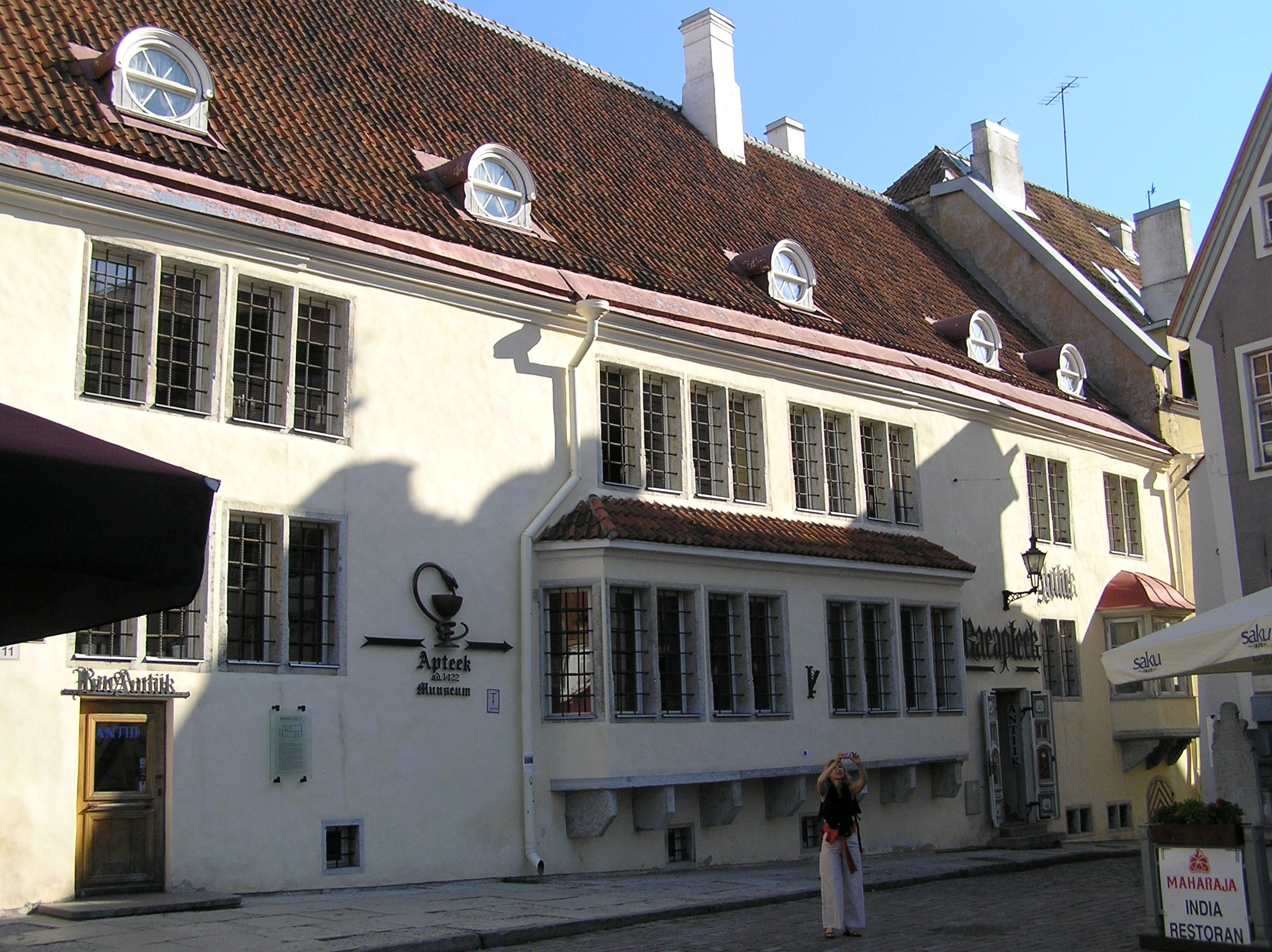
市政廳藥店

市政廳藥店是愛沙尼亞首都塔林市中心的一座的藥店，位於塔林市政廳的對面。該藥店是歐洲歷史最古老的仍在經營的藥店之一，自15世紀初期就已經開業。市政廳藥店也是塔林最古老的商業醫療機構。